# Anton Ohorn

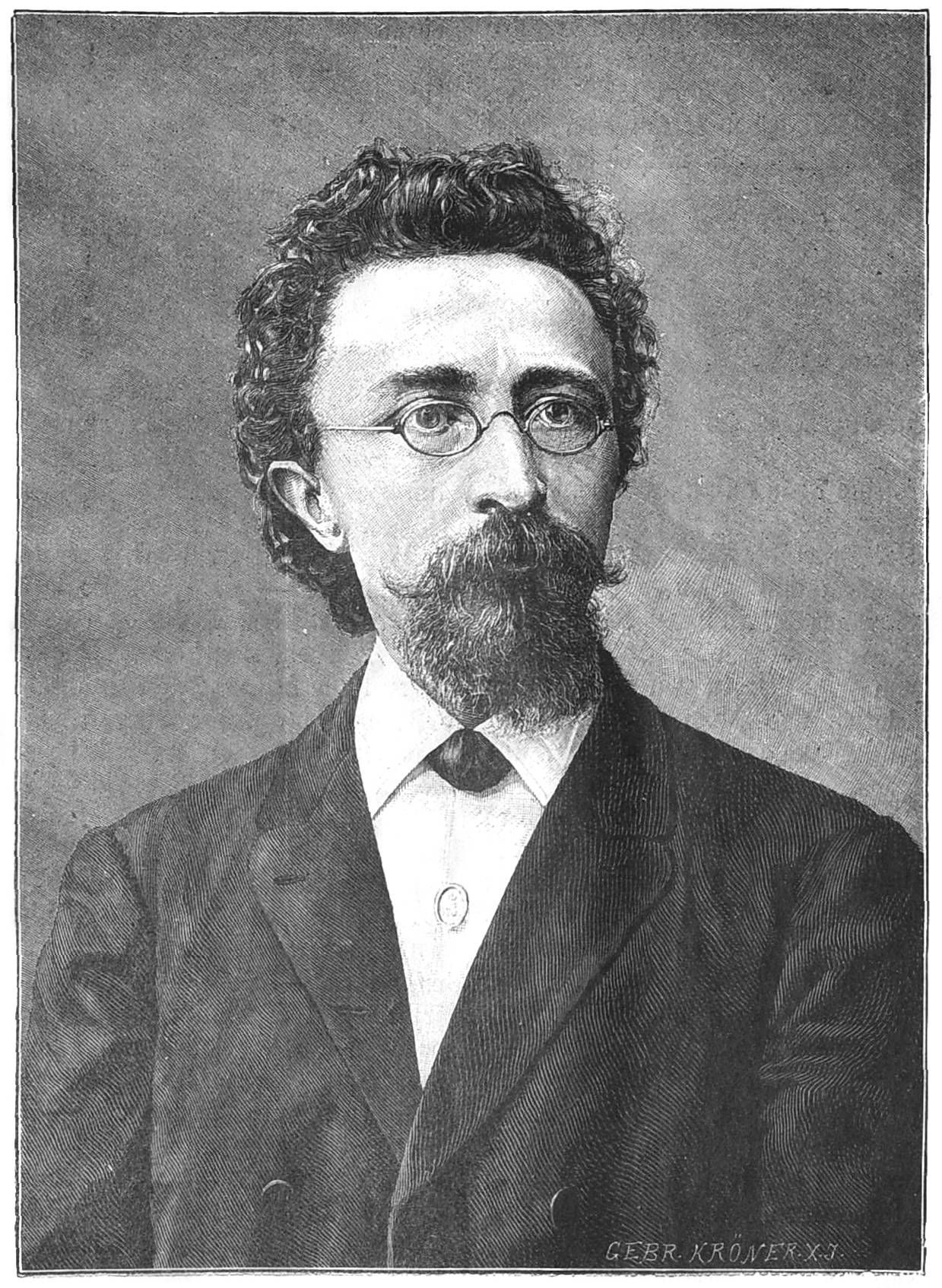
Anton Ohorn

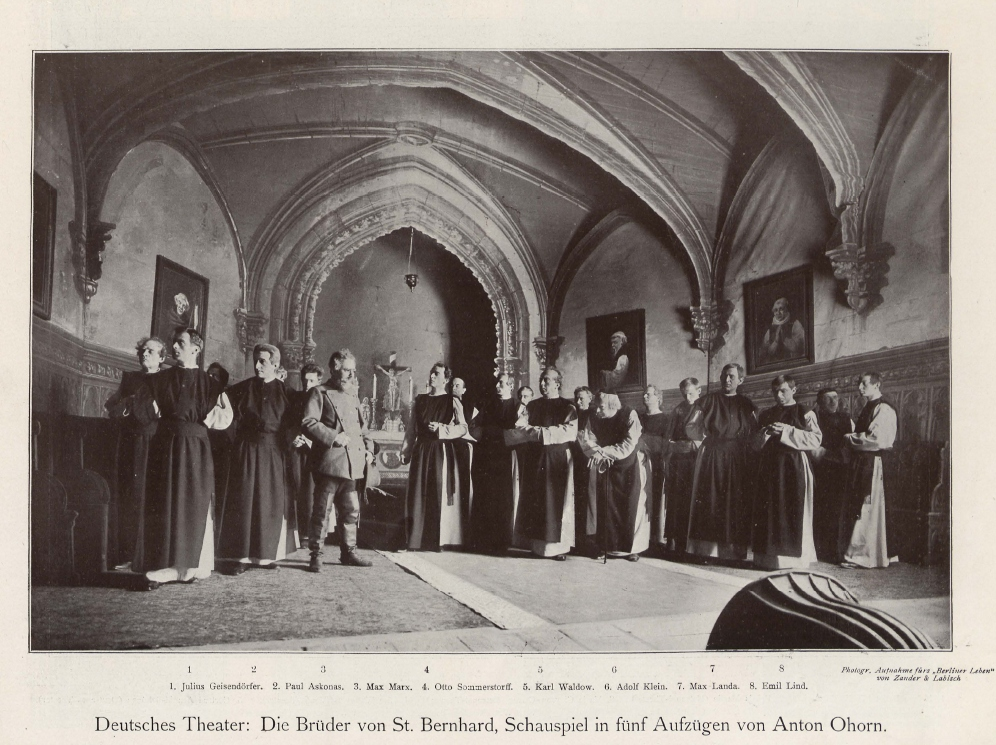
Die Brüder von St. Bernhard, Aufführung des Deutschen Theaters in Berlin, 1905.

Anton Joseph Ohorn (* 22. Juli 1846 in Theresienstadt, Böhmen; † 30. Juni 1924 in Chemnitz) war Lehrer, Dichter und Schriftsteller.

## Leben
Ohorn stammte aus einfachen Verhältnissen. Nachdem er das Gymnasium von Böhmisch-Leipa absolviert hatte, trat er auf Wunsch seiner Eltern 1865 in das Prämonstratenser-Chorherrenstift in Tepl ein und empfing dort mit 24 Jahren die Priesterweihe.
Als solcher lehrte er einige Jahre als Lehrer an der Klosterschule. Mit Erlaubnis seines Ordens konnte Ohorn fünf Jahre in Prag Theologie, Geschichte und Germanistik studieren. 1872 schloss Ohorn sein Studium mit der Promotion zum Dr. phil. ab.
Aus einer Krise wuchsen immer größere Probleme mit der Amtskirche und dem katholischen Glauben, so dass Ohorn seinen Orden verließ. Am 28. August 1872 konvertierte er in Gotha zum Protestantismus. Zum Schulbeginn desselben Jahres begann Ohorn seine Lehrtätigkeit an der Töchterschule in der preußischen Kreisstadt Mühlhausen. Zwei Jahre später berief man ihn als Oberlehrer an die Höhere Bürgerschule in Chemnitz. In den Jahren 1877 bis 1911 lehrte er Deutsch und Literaturgeschichte an den Technischen Staatslehranstalten in Chemnitz (heute Technische Universität Chemnitz). 1885 verlieh man Ohorn die Titel Professor und Hofrat. An seinem 60. Geburtstag ernannte die Stadt Chemnitz Ohorn zu ihrem Ehrenbürger. Anton Ohorn war Ehrenmitglied der akad. Sängerschaft Concordia Chemnitz, der heutigen Landsmannschaft im CC Concordia Chemnitz zu Ulm.
Neben seiner pädagogischen Arbeit war Ohorn schriftstellerisch tätig. Er schrieb u. a. Jugendbücher, in denen er mittelalterliche und Wilder-Westen Themen aufgriff. Zudem verfasste er Bühnenstücke.

## Werke (Auswahl)
- Der Dorfengel (1872)
- Der fliegende Holländer (1873)
- Grundzüge der Litteraturgeschichte (1874)
- Kaiser Rotbart
- Der Uhrmacher von Straßburg (1876)
- Der Klosterzögling (1875)
- Die Tochter Judas (1879)
- Wanderungen in Böhmen (1879)
- Der letzte Staufe
- Im Lotto des Lebens (1882)
- In czechischen Wettern. Ein deutsches Lied aus Böhmens Hauptstadt (1884)
- Der Pfaffe Amis (1883)
- Es werde Licht! (1886)
- Emin der weiße Pascha im Sudan (1891)
- Das Buch vom eisernen Kanzler (1894)
- Rübezahl (1896)
- Deutsches Dichterbuch. Lebensbilder aus der deutschen Literaturgeschichte (1897)
- Altdeutscher Humor (1902), online
- Die Brüder von St. Bernhard. Klosterstück. In sieben Sprachen übersetzt, Uraufführung 1904 in Chemnitz (Vorlage für den Film Hinter Klostermauern, 1928)
- Unlösbar. Schauspiel in drei Aufzügen, Uraufführung am 20. April 1906 am Deutschen Volkstheater in Wien, online
- Der weisse Falke (1908)
- Der Siebenbürger (1910)
- Deutsch und treu (1917)
- Mein Deutsch-Böhmen (1918)
- Aus Kloster und Welt – Das Buch meines Lebens (1919)
- Deutsch-Österreich auf ewig deutsch (1919)

Sein Gedicht Maienzeit wurde 1896 von Peter Gast (eigentlich: Heinrich Köselitz) als 5. Lied unter Opus 6 vertont und bei Friedrich Hofmeister in Leipzig verlegt.

## Zeitgenössische Biographie
Bernhard Rost: Anton Ohorn. Lebensbild eines Dichters der Gegenwart. Leipzig 1911.